# 29362 Azumakofuzi
29362 Azumakofuzi este un asteroid din centura principală de asteroizi.

## Descriere
29362 Azumakofuzi este un asteroid din centura principală de asteroizi. A fost descoperit pe 15 februarie 1996 la Nanyo de Tomimaru Okuni. Asteroidul prezintă o orbită caracterizată de o semiaxă mare de 2,24 ua, o excentricitate de 0,10 și o înclinație de 2,9° în raport cu ecliptica.